# Kirill Alexejewitsch Alexejenko
Kirill Alexejewitsch Alexejenko (russisch Кирилл Алексеевич Алексеенко; bei der FIDE Kirill Alekseenko; * 22. Juni 1997 in Wyborg) ist ein russischer Schachgroßmeister, der seit 2023 für den österreichischen Schachbund spielberechtigt ist.

## Leben
Bereits als Fünfjähriger wurde Alexejenko Mitglied im Wyborger Schachklub „Favorit“, zuvor hatte ihm sein Großvater die Regeln des Spiels beigebracht. Bald darauf gewann er zahlreiche Kinderturniere in der Oblast Leningrad. Im Jahr 2006 zogen seine Eltern nach Sankt Petersburg um, wo Alexejenko eine bessere Förderung erhielt und im Jahr darauf erst Petersburger Jugendstadtmeister, dann russischer Jugendmeister-U10 und schließlich Jugendeuropameister-U10 (in Šibenik) wurde.
Im Jahr 2011 wurde er in Caldas Novas Jugendweltmeister-U14. 2013 wurde er in Budva Jugendeuropameister-U16 und bei der Jugendweltmeisterschaft-U16 in al-Ain Dritter. Beim „Czech“-Open in Pardubice 2014 wurde er geteilter Zweiter nach Liviu-Dieter Nisipeanu.
Im Jahr 2015, dem Jahr, in dem ihm der Großmeistertitel verliehen wurde, gewann Alexejenko in Jerewan, in Samara (Polugajewski-Memorial), in Jyväskylä (geteilt mit Kaido Külaots und Jewgeni Soloschenkin), das Tschigorin-Memorial in Sankt Petersburg (geteilt mit Chanda Sandipan und Dmitri Kokarew) sowie gemeinsam mit Alexei Sensera die Stadtmeisterschaft von Sankt Petersburg. Bei der Jugendweltmeisterschaft-U18 desselben Jahres (in Porto Carras) errang er Silber hinter Masoud Mosadeghpour.
Im Jahr 2016 siegte Alexejenko bei der russischen Jugendmeisterschaft-U20 nach Wertung vor Juri Jelissejew, die beide auf 6/9 Punkte kamen. Mit 5,5/9 Punkten bei der „Höchsten Liga“, dem Qualifikationsturnier zur russischen „Super-Meisterschaft“, ausgetragen in Kolomna, verpasste er nur knapp das Weiterkommen.
Einen weiteren Erfolg hatte er im Oktober 2016, als er erneut das Tschigorin-Memorial in Sankt Petersburg gewann, wobei es in diesem Jahr ein sehr stark besetztes Teilnehmerfeld gab, in welchem Alexejenko mit 8 Punkten aus 9 Partien siegte. Er verwies Jewgeni Romanow, Gata Kamsky und Sergei Wolkow auf die nachfolgenden Preisränge und erreichte eine Elo-Leistung von 2766. Im Jahr 2017 siegte Alexejenko beim Tschigorin-Memorial zum dritten Mal in Folge. Im Dezember 2018 gewann er das russische Pokalfinale in Chanty-Mansijsk. Im September 2019 nahm er am Schach-Weltpokal teil, der ebenfalls in Chanty-Mansijsk ausgetragen wurde. Alexejenko schied im Achtelfinale gegen den späteren Finalisten Ding Liren aus.
Im Oktober 2019 feierte er seinen bis dato größten sportlichen Erfolg, als er beim Grand Swiss Tournament 2019 auf der Isle of Man überraschend den dritten Platz mit 7½ Punkten aus 11 Partien hinter Wang Hao und Fabiano Caruana, aber noch vor Lewon Aronjan, Magnus Carlsen und etlichen weiteren Weltklassespielern einnahm. Nach Beendigung der Grand-Prix-Serie der FIDE, bei der zwei russische Spieler Qualifikationsplätze für das Kandidatenturnier 2020 errangen, entschied der Veranstalter, Alexejenko als drittem Russen eine Wildcard auszuhändigen. Da Alexejenko sich beim Grand Swiss direkt hinter Caruana platzierte, der bereits als Verlierer der WM 2019 für das Kandidatenturnier qualifiziert war und somit seine Wildcardberechtigung an den Drittplatzierten weitergeben musste, befand sich Alexejenko gemäß den FIDE-Regularien unter den möglichen Auswahlkandidaten für eine Wildcard. Mit 5,5 von 14 Punkten belegte Alexejenko den vorletzten Platz des Turniers.
Alexejenko gewann mit Medny Wsadnik Sankt Petersburg die russische Mannschaftsmeisterschaft 2018 und 2019 sowie den European Club Cup 2018, in der tschechischen Extraliga spielt er seit 2018 für GASCO Pardubice und in der österreichischen Mannschaftsmeisterschaft seit der Saison 2021/22 für ASV Linz.
Aus Protest gegen den Russischen Angriffskrieg gegen die Ukraine legte Alexejenko im Mai 2022 seine russische Verbandszugehörigkeit nieder und spielte zunächst unter der Flagge der FIDE, ehe er ein Jahr später zum österreichischen Schachverband wechselte. Für die österreichische Nationalmannschaft ist er bislang nicht angetreten.
| Die zur Anzeige dieser Grafik verwendete Erweiterung wurde dauerhaft deaktiviert. Wir arbeiten aktuell daran, diese und weitere betroffene Grafiken auf ein neues Format umzustellen. (Mehr dazu) |